# أبو ضمضم الكلابي
أبو ضَمْضَم الكلابي هو أبو عثمان سعيد بن ضمضم بن الصلت الكلابي، هو شاعرٌ فصيحٌ من أهل البصرة، كان قد وفدَ على الحسن بن سهل وله فيه أشعارٌ جيادٌ منها قصيدةٌ لم يُسبق إلى ما فيها، وهي:
ابنه كان شاعرًا أيضًا، وهو محمد بن سعيد بن ضمضم، ويُعرف باسم «ابن ضمضم الكلابي».